# 胡炜 (1920年)
胡炜（1920年8月—2018年6月20日），男，河南新蔡人，中国人民解放军少将。

## 生平
抗日战争期间，担任新四军第五支队八团政治处组织股股长、第十团政治处主任、十四团政委。此后历任华东野战军二纵四旅政治部主任、第三野战军二十一军61师师长，是第三野战军中最年轻的师长，时年29岁。中华人民共和国成立后，担任第21军参谋长、军长、政委。1961年，授少将军衔。后升任兰州军区副司令员、中国人民解放军副总参谋长兼中央军委办公厅主任。
2018年6月20日上午9时，胡炜将军因病在北京解放军总医院逝世，享年98岁。